# Isak Jansson
Isak Jansson, född 15 mars 1984, är en svensk ståuppkomiker. Han föddes i Nacka, men som barn bodde han med familjen i både USA och Australien för att sedermera flytta till Enviken i Dalarna. Han började med ståuppkomik 2007 och är med i humorgruppen Mitt i smeten med vilka han var initiativtagare till SM i ordvitsar, som startade 2010.
Han har turnerat i Sverige med föreställningarna Allt är floristernas fel år 2013, Isak Jansson hatar Isak Jansson. En standupshow om självhjälp till självhat 2014 och Isak Jansson löser alla världens problem (på 60 minuter) år 2016. Genom podcasten AMK Morgon startade Jansson podcasten Rollspelsklubben, en podcast som i sin tur snabbt kunde brytas ur AMK Morgon till sin egen podcast. Han har även uppträtt som ståuppkomiker i bland annat Finland, Estland, Kina, Belgien och Indien.